# هربشتموهله
هربشتموهله (به آلمانی: Herbstmühle) یک شهر در آلمان است که در بیتبورگ-پروم واقع شده‌است.